# ジョン・アイ・ソーニクロフト・アンド・カンパニー・リミッテッド
ジョン・アイ・ソーニクロフト・アンド・カンパニー・リミッテッド(英語：John I. Thornycroft & Company Limite)はイギリスにあった造船会社。
通常は単にソーニクロフト(社)と呼ばれる。

## 概要
19世紀にジョン・アイザック・ソーニクロフトが妹の助けを借りて16歳から事業を始めたことが発端である。1859年に最初に作られたのは小さな蒸気船であり、ロンドン郊外のテムズ川に面したチズウィックにあった父親の家の裏庭で作られた。1864年にジョンは見習いに出ていたグラスゴーから戻り、見習いでの経験を基に蒸気船の建造を行った。
1866年にはチジックのチャーチ・ワルフ(Church Wharf)に土地を購入して造船所を建設し、本格的に造船業を始めた。1873年にそこで世界初の水雷艇、ノルウェー海軍の「ラップ(Rap)」を建造した。1877年にはイギリス海軍水雷艇「ライトニング(Lightning)」が続いた。

ソーニクロフト社は1904年6月にモーディー・カーニー社(Mordey, Carney & Company)の所有していた造船所を買収し、ハンプシャー州ウールストン(Woolston)へ移転、チズウィックの造船所は1909年に閉鎖された。ウールストンで建造されたイギリス海軍向けの最初の艦艇はトライバル級駆逐艦「ターター(Tartar)だった。
ソーニクロフト社は1966年にヴォスパー社(Vosper & Co.)と合併し「ヴォスパー・ソーニクロフト(Vosper Thornycroft)」社となり、現在は「VTグループ(VT Group plc)」となっている。西暦2000年代後半には造船施設をサウサンプトンからポーツマス近郊へ移転した。

## 建造艦艇
英海軍向け、英語のリンクは英語版へのリンク
- en:D class destroyer (1913)（D級駆逐艦）
- en:Coastal Motor Boats
- en:Thornycroft type leader（ソーニクロフト型司令駆逐艦）
- en:Thornycroft M class destroyer（ソーニクロフトM級駆逐艦）
- Type IV Hunt class destroyer（ハントIV級駆逐艦）

日本海軍
- 東雲型駆逐艦
- 白雲型駆逐艦